# Hans Dalén
Hans Dalén, född 1958, är en svensk författare, översättare, musiker och låtskrivare.
Dalén växte upp i Ljungbyhed i nordvästra Skåne och gick i gymnasiet i Klippan, där han träffade några av de övriga musikintresserade som 1976 bildade det fortfarande aktiva bandet Torsson. Dalén spelade främst trummor men även orgel, gitarr och bas. Tillsammans med bandets sångare Bo Åkerström skrev han klassikern ”Det spelades bättre boll”.
Om bandets tidiga år och inspelningar utgav Dalén tillsammans med Jonas Ellerström 2007 boken Att kunna men inte vilja. Torsson 1978–80 på bandets förlag Rim & reson. En text av honom finns också i Göran Holmquist (red.), En flugskit i kosmos, som kom till Klippanpopens 30-årsjubileum och ackompanjerade en utställning på Dunkers kulturhus i Helsingborg. 
Efter första LP:n lämnade Hans Dalén Torsson för universitetsstudier i Lund men har fortsatt att bidra med låtar, t.ex. ”Danmark” och ”Alla rätt” till en singel 1995. Som trummis och basist har han figurerat i Klippanbandet Kommissarie Roys första sättning och i det countryinfluerade Swinging Doors tillsammans med bland andra Thomas Holst. År 2000 flyttade Dalén till Toronto i Kanada, där han är verksam som översättare av facklitteratur till svenska. Han har också skrivit texten till fotograferna Per Drejares och Torbjörn Helgessons bok om marknaderna i Kivik och Sjöbo, Två marknader, och medverkar med ojämna mellanrum som kultur- och debattskribent i svenska tidningar och tidskrifter.